# Beceite
Beceite (Catalaans: Beseit) is een gemeente en een historische kleine plaats in de comarca Matarraña (Teruel). De gemeente heeft een oppervlakte van 96,72 km². Beceite telt 561 inwoners (1 januari 2016).
De plaats ligt in het “valle del Río Matarraña” (dal van de rivier Matarraña) aan de rand van het natuurreservaat Puertos de Beceite. Ten zuidwesten van Beceite ligt het stuwmeer embalse de Pena.
Evenals in de andere plaatsen van Matarraña wordt in Beceite een variant van het Catalaans gesproken.